# Nada (llibre)
Nada és la primera novel·la escrita per l'autora barcelonina Carmen Laforet i una de les obres literàries més importants de l'Espanya del segle xx. Es tracta d'una obra existencialista que representa l'estancament i la pobresa que es van viure en la postguerra espanyola, durant els primers anys del franquisme. Dotada d'un estil literari que va suposar una renovació en la prosa de l'època, Nada reflecteix també la lenta desaparició de la petita burgesia després de la Guerra Civil.
El llibre ha obtingut un gran reconeixement, guanyant diversos guardons. Va guanyar el primer Premi Nadal el 6 de gener de 1945; posteriorment, el 1948, va obtenir el Premi Fastenrath de la Reial Acadèmia Espanyola. A més, va entrar en la llista de les 100 millors novel·les en espanyol de segle XX del diari espanyol El Mundo.
L'obra va cridar l'atenció, no només perquè l'autora tenia només 23 anys, sinó també per la descripció que va elaborar sobre la societat de l'època. Davant dels que van afirmar que Nada era una novel·la autobiogràfica, la mateixa autora va escriure, en la introducció a la compilació titulada Novel·les (1a edició de 1957, Barcelona, Editorial Planeta), el següent text: «No és, com cap de les meves novel·les, autobiogràfica, encara que el relat d'una noia estudiant, com jo vaig ser-ho a Barcelona, i fins i tot la circumstància d'haver-la col·locat vivint en un carrer d'aquesta ciutat on jo mateixa he viscut, hagi plantejat aquesta qüestió més d'una vegada».

## Trama
La protagonista de la novel·la és una jove òrfena de pares, anomenada Andrea, que tot just acabada la Guerra Civil Espanyola es trasllada a la ciutat de Barcelona per estudiar i començar una nova vida. Quan l'Andrea arriba a casa de la seva àvia, d'on només té records de la seva infància, les seves il·lusions es veuen trencades. En aquest pis del carrer d'Aribau, on a part de la seva àvia, viuen la seva tieta Angustias, el seu oncle Román, el seu oncle Joan, la dona d'aquest últim, Glòria, i l'Antonia, la criada, la tensió es continua en un ambient caracteritzat per la fam, la brutícia, la violència i l'odi. L'Andrea, que viu oprimida per la seva tieta Angustias, sent que la seva vida canviarà quan la tieta marxi, però les coses no acaben d'anar com a ella li agradaria. No obstant això, en la Universitat coneix a la Ena, una noia de la qual es farà íntima amiga i que tindrà un paper important en la seva vida, ja que al costat d'ella aprendrà el que el món exterior pot oferir.
Carmen Laforet s'avança al seu temps amb una prosa intimista i fotogràfica, en la qual es descriu perfectament la Barcelona d'aquella època. L'autora utilitza per a això, recursos propis de l'impressionisme. Com a mostra d'aquests recursos impressionistes, a Nada predomina la descripció. La protagonista es fixa en tot allò que l'envolta en la seva arribada a la capital catalana; transmet una visió totalment subjectiva, ja que no descriu els objectes tal com són, sinó que ho fa com ella els percep, aportant-nos les seves sensacions i emocions. Afirma Rosa Navarro, catedràtica de literatura, que és representatiu el gran nombre de vegades que l'autora fa servir el verb "semblar". També, sintagmes com "tenir la impressió", "tenir la sensació" o semblants apareixen abundantment en la novel·la. A més, una de les formes retòriques més repetides en l'obra és la comparació.

## L'ús de l'espai en el relat
L'obra es desenvolupa a Barcelona, lloc on la jove Andrea, de tan sols 18 anys, entusiasta, innocent i amb gran afany de superació, decideix que passi el seu pròxim any a la Universitat. Però el que per a ella suposa un canvi de vida excitant resulta un complet desengany, ja que a partir de llavors haurà de patir situacions angoixants que la portaran a la seva maduresa. Andrea va haver d'enfrontar-se a la societat burgesa i conservadora dels primers anys de la postguerra, sotmesa al franquisme i carregada de fam, en la qual les dones no tenien dret a desitjar, ni tan sols a superar-se, sinó que havien de reconèixer-se com purs objectes destinats únicament a la maternitat. Lluir dol després de la mort d'un ésser estimat era la norma entre les dones, i el suïcidi estava considerat com un acte menyspreable, ja que era impropi d'un cristià atemptar contra la seva vida. Andrea vivia alternant diàriament dos espais raonablement dispars: d'una banda, la casa familiar del carrer d'Aribau, on hi regnaven la violència i la fam; i l'altra, la Universitat, plena d'entreteniment, companyonia i goig, necessaris per evadir i reduir la seva angoixa.

## Punt de vista de la novel·la
Aquesta història està explicada en primera persona per la mateixa protagonista, en el futur, mentre recorda les experiències viscudes a Barcelona; no per l'Andrea acabada de sortir d'aquesta ciutat, sinó per una Andrea madura, que a la llarga s'ha adonat que realment sí que es va dur alguna cosa del carrer d'Aribau. Això es denota en el comentari «al menys, així creia llavores...», amb el qual la narradora deixa clara una diferència d'opinió respecte a ella mateixa de jove. El punt de vista de Carmen Laforet és el mateix que el de l'Andrea, un punt de vista carregat de tristesa des del qual denuncia tota la misèria patida per la societat espanyola dels anys quaranta. Amb aquesta novel·la, Carmen Laforet ha estat relacionada amb el corrent literari, sorgida a la postguerra, anomenada existencialisme.